# Fatmir Hima
Fatmir Hima (ur. 20 kwietnia 1954 w Durrësie) – albański piłkarz, wieloletni gracz klubu KS Lokomotiva Durrës.